# 2А36 «Гіацинт-Б»
2А36 «Гіацинт-Б» — радянська причіпна гармата калібру 152 мм.

## Історія створення
В СКВ Пермського машинобудівного заводу ще у листопаді 1968 року почалася розробка нової 152-мм гармати з підвищеною дальністю стрільби. Вона проектувалася з самого початку у двох варіантах — буксирована під позначенням 2А36 або «Гіацинт-Б» і її варіант 2А37 для самохідної артилерійської установки 2С5 або «Гіацинт-С».
Головний конструктор — Ю. М. Калачніков.
Дослідні зразки гармат проходили полігонні випробування в 1971-1972 роках, на озброєння Радянського Союзу гармата була поставлена в 1976 році.
Навіть на сьогоднішній день (2022 рік) 152-мм гармата 2А36 повністю відповідає сучасним вимогам: має велику вогневу потужність, надійна і мобільна, може транспортуватися на будь-які відстані залізничним, водним і повітряним транспортом, здатна виконувати складні завдання у всіх видах спільнодії родів військ.
За даними іноземних військових експертів, гармата 2А36 (у буксированому варіанті) має найбільшу дальність стрільби (40 км — активно-реактивним снарядом) з усіх артилерійських систем аналогічного калібру (152 мм), коли-небудь прийнятих на озброєння в СРСР і Росії із середини XX століття, поступаючись у цьому відношенні лише 203-мм САУ 2С7 «Піон» (47,5 км — активно-реактивним снарядом).

## Характеристики
Призначена для придушення й знищення живої сили, вогневих засобів і бойової техніки противника, що знаходяться на марші, в місцях скупчення та опорних пунктах. Гармата придатна до використання в різноманітних погодно-кліматичних умовах.
На випробуваннях успішно застосовувалась при температурі атмосферного повітря від −50 °C до +50 °C.
Гармата облаштована напівавтоматичним затвором, гідропневматичним акумулятором, використовуючи енергію відкату, ланцюговим досилачем для роздільної досилання снаряда і гільзи з зарядом в камору ствола, піддоном з гідродомкратом для стрільби при вивішених колесах, двошвидкісним механізмом вертикального наведення.
Гармата 2А36 має нарізний ствол калібром 152 мм. Довжина ствола разом з дульним гальмом становить 8197 мм.
Ходова частина — двохосьова з підресорюванням.

## Бойове застосування

### Російсько-українська війна
Меморандум від 20 вересня до Мінського протоколу передбачав відведення гаубиць калібром 152-мм: 2С5 «Гіацинт-С», 2С3 «Акація», 2С19 «Мста-С», 2А65 «Мста-Б» на 33 км від лінії зіткнення. А «Комплекс заходів» на виконання Мінських угод від 12 лютого 2015 передбачав створення зони безпеки завширшки 50 км для артилерійських систем калібру 100 мм і більше.
Волонтери групи ІнформНапалм виявили гаубиці 2А36 «Гіацинт-Б» на причепі БАЗ-6306 «Вощина-1» в районі Матвєєв-Кургана (Ростовська область, Росія) неподалік кордону з Україною.
За повідомленнями українських ЗМІ 31 березня-1 квітня 2016 року українські військові завдали мінометного (82-мм) удару по позиціях російських терористів в районі Ясинуватої. В результаті удару була знищена одна установка Р-330Ж «Житель» та батарея 152-мм гармат 2А36 «Гіацинт-Б».
За повідомленнями російських ЗМІ використовується армією Росії під час повномасштабного вторгнення Росії до України.

## Оператори
- Азербайджан — 44 одиниць 2А36, станом на початок 2022 року[7]
- Вірменія — 26 одиниць 2А36, станом на початок 2022 року[8]
- Білорусь — 48 одиниць 2А36, станом на початок 2022 року[9]
- Росія — 1100 одиниць на зберіганні станом на початок 2022 року[10]
  - Берегові війська ВМФ Росії — 50 2А36 одиниць, станом на початок 2022 року[11]
- Грузія — 3 одиниці 2А36, станом на початок 2022 року[12]
- Молдова — 20 одиниць 2А36, станом на початок 2022 року[13]
- Туркменістан — 6 одиниць 2А36, станом на початок 2022 року[14]
- Узбекистан — 140 одиниць 2А36, станом на початок 2022 року[15]
- Україна — 
  - Сухопутні війська Збройних сил України —180 одиниць, станом на початок 2022 року[7]
  - Військово-Морські Сили Збройних Сил України[7]

Колишні
- СРСР — перейшли до утворених після розпаду держав
- Ірак — 180 одиниць 2А36 було поставлено з СРСР в період з 1986 по 1988 роки
- Казахстан — було 180 одиниць 2А36[16]
- Фінляндія — 24 одиниць 2А36 було поставлено з СРСР у 1989 році

### Україна

#### Навчання «Dynamic Front 21»
Батарея 152-мм гармат 2А36 «Гіацинт-Б» 26-ї артилерійської бригади ім. генерала-хорунжого Романа Дашкевича представлятиме Україну у багатонаціональному навчанні «Dynamic Front 21». В операціях під час цих навчань візьмуть участь близько 1800 учасників з 14 країн. Навчання проходитимуть 3 — 21 травня 2021 року на полігоні «Графенвер» армії США у Німеччині та у польському Торуні. 2021 року навчання проводяться як частина навчань «Defender Europe 21».
Загальне керівництво діями артилерійських підрозділів різних країн здійснює командування 41-ї бригади польової артилерії 7-ї американської армії, яку ще називають Європейською — це 7-ма польова армія США, що від закінчення Другої світової війни базується в Європі. Усі дії зведеного підрозділу СВ ЗС України відбувались за «натовськими» алгоритмами.
Основна увага цього річних навчань — відпрацювання взаємодії між різними артилерійськими системами управління вогнем (англ. Artillery Systems Cooperation Activities). Наприклад, польський Topaz, або німецький ADLER, або американський AFATDS повинні бути здатні злагоджено управляти вогнем артилерійських підрозділів від різних країн.
Разом з українськими військовими у навчаннях брали участь польські артилеристи на САУ Krab з 5-го Lubuskiego Pułku Artylerii та батарея 120-мм мінометів нідерландської армії.

### Довідки
- 152-mm Towed Artillery Gun 2A36 «Giatsint — B» [Архівовано 25 вересня 2021 у Wayback Machine.](англ.) // enemyforces.net
- Дальнобойная пушка Гиацинт-Б 2А36 152-мм [Архівовано 19 травня 2015 у Wayback Machine.](рос.) // gvtm.ru

### Новини
- Вітчизняні боєприпаси для систем “Гіацинт”. Мілітарний. Український мілітарний портал. 26 липня 2018. Архів оригіналу за 26 липня 2018. Процитовано 26 липня 2018.